# Laukna
Laukna är en by (estniska: küla) i Märjamaa kommun i landskapet Raplamaa i mellersta Estland. Byn ligger cirka 70 kilometer sydväst om huvudstaden Tallinn. Laukna ligger 36 meter över havet och antalet invånare är 224.
Före 2002 hörde byn till Loodna kommun.

## Geografi
Terrängen runt Laukna är mycket platt. Runt Laukna är det mycket glesbefolkat, med 3 invånare per kvadratkilometer. Närmaste större samhälle är Märjamaa, 14,9 km öster om Laukna. I omgivningarna runt Laukna växer i huvudsak blandskog.